# Жилкін Андрій Сергійович
Жилкін Андрій Сергійович (рос. Андрей Сергеевич Жилкин; нар. 9 березня 1995) — російський плавець.
Учасник Олімпійських Ігор 2020 року.
Чемпіон Європи з водних видів спорту 2018, 2020 років.